# Zvonkotvaré
Zvonkotvaré (Campanulales) je taxonomickým systémem APG III zrušený řád kvetoucích rostlin, které byly převedeny do řádu hvězdnicotvarých nebo lilkotvarých.